# Au (Munich)
Pour les articles homonymes, voir Au.

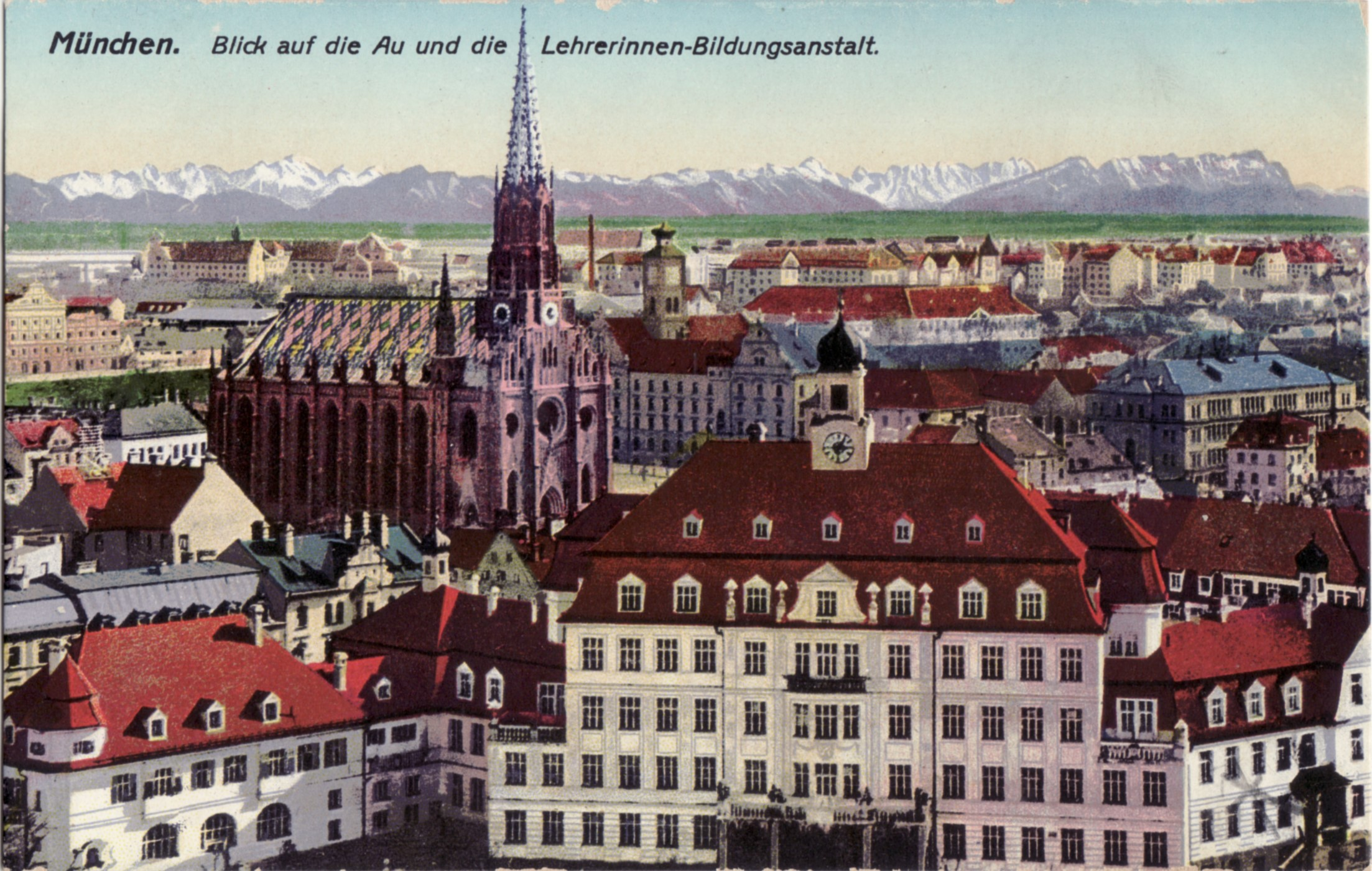
Vue d'Au avec le collège royal de formation des enseignants au premier plan (détruit en 1943).

Au est un district (Ortsteil) de la vallée fluviale du sud-est de Munich et fait partie du district d'Au-Haidhausen, avec une superficie de 149,5 hectares et 29 195 habitants (en décembre 2010).
Sur la Mariahilfplatz se trouve le siège du service principal du Landratsamt du district de Munich.

## Histoire
Au est mentionné pour la première fois le 12 décembre 1340 comme Awe ze Gyesingen (Awe signifie terre au bord de l'eau). Traditionnellement, Au était divisé en quatre quartiers Isarviertel, Sammerviertel, Klafterviertel et Bachviertel.
Les forêts alluviales étaient le lieu de la fauconnerie des ducs bavarois, d'où vient le nom survivant de la Falkenstraße. Le duc Guillaume IV érige au début du XVIe siècle un nouveau bâtiment situé sur l'actuelle Falkenstraße, au n° 36. Le pavillon de chasse, où les oiseaux de proie étaient également élevés, a subsisté jusqu'au XVIIIe siècle quand, en 1723, Maximilien-Emmanuel II déplace la fauconnerie à l'ouest de Munich, devant la Neuhauser Tor (porte de Neuhauser, actuellement Karlstor),.
Avant même la sécularisation des biens ecclésiastiques en 1806, Au comptait plus de 6 000 habitants, avait cinq églises et était un site de garnison. En 1808, Au est élevée au rang de ville et se voit accorder le droit d'y tenir des foires (Auer Dult). À partir de 1818, elle forme une commune contiguë avec Untergiesing (qui à l'époque faisait référence à la colonie sur le Nockherberg) et à partir de 1835, elle est également le siège du tribunal de district d'Au, qui était responsable de l'Isarrain. Le 1er octobre 1854 a vu l'incorporation de la ville d'Au avec les districts d'Au, Untergiesing et North-Falkenau dans la capitale royale et ville de résidence de Munich. À la fin du XIXe siècle, Au comptait trois fois plus d'habitants qu'au début du siècle}. Pendant la Seconde Guerre mondiale, le quartier est en grande partie détruit par un raid aérien les 24 et 25 avril 1944. Ainsi, l'architecture d'après-guerre est aujourd'hui prédominante.